# Pomeró
En física teòrica de partícules, el pomeró és la partícula més baixa (en espin i massa) del conjunt de trajectòries de Regge, una família de partícules amb espín creixent, postulades el 1961 pel físic italià Tulio Regge per a explicar l'evolució en funció de l'energia de les seccions eficaces diffractives i elàstiques entre hadrons. El seu nom prové del físic soviètic Isaak Pomeranchuk.
En el llenguatge de la teoria moderna de la interacció forta (QCD), el pomeró correspon a un estat escalar singlet de color de 2-gluons, càrrega elèctrica zero i paritat nul·la, és a dir a una partícula amb els nombres quàntics del buit. A l'inici de l'estudi de la teoria de cordes, el pomeró corresponia al que avui s'anomena com 'corda tancada' mentre que el reggeó correspondria a una corda oberta.

## Odderó
L'odderó és l'hipotètic company del pomeró amb paritat senar.